# 1,2,3,5-테트라하이드록시벤젠
1,2,3,5-테트라하이드록시벤젠(영어: 1,2,3,5-tetrahydroxybenzene)은 테트라하이드록시벤젠의 일종이다.
1,2,3,5-테트라하이드록시벤젠은 유박테리움 옥시도레두센스(Eubacterium oxidoreducens)에 의한 3,4,5-트라이하이드록시벤조산(갈산)의 분해 대사 산물이다.
1,2,3,5-테트라하이드록시벤젠과 1,2,3-트라이하이드록시벤젠(피로갈롤)은 피로갈롤 하이드록실기전이효소에 의해 1,3,5-트라이하이드록시벤젠(플로로글루시놀)과 1,2,3,5-테트라하이드록시벤젠으로 전환된다.

## 같이 보기
- 트라이하이드록시벤젠
- 펜타하이드록시벤젠